# Sultanato de Bijapur
El sultanato de Bijapur fue un estado situado en el sur de la India, en la zona occidental de la región de Deccan entre 1490 y 1686, creado y gobernado por la dinastía de Adil Shahi o Adilshahi. El territorio del Sultanato había formado parte del sultanato bahmaní antes de su declive y posterior colapso durante el último cuarto del siglo XV. El sultanato de Bijapur fue absorbido por el Imperio mogol el 12 de septiembre de 1686 tras ser conquistado por el emperador Aurangzeb.
El fundador de la dinastía, Yusuf Adil Shah (1490–1510), fue nombrado gobernador bahmaní de la provincia, antes de crear un estado de Bijapur independiente de-facto. Yusuf y su hijo Ismail, usaron habitualmente el título de Adil Khan, que significa 'Jefe' en mogol y que, en persa, confería un estatus inferior al de 'Shah'. Sólo durante el gobierno del nieto de Yusuf Ibrahim Adil Shah I (1534–1558), se generalizó el uso del título de Adil Shah.
Las fronteras de Sultanato evolucionaron considerablemente a lo largo del tiempo. La frontera norte permaneció relativamente estable frente a sus vecinos de Maharastra meridional y Karnataka. El sultanato se expandió hacia el sur, primero con la conquista de Raichur Doab tras derrotar al Imperio Vijayanagara en la batalla de Talikota en 1565. Campañas posteriores, especialmente las realizadas durante el reinado de Mohammed Adil Shah (1627–1657), extendieron las fronteras formales de Bijapur y su autoridad nominal hasta Bangalore. Bijapur limitaba al este con el estado portugués de Goa y al este con el sultanato de Golconda, gobernado por la dinastía Qutb Shahi.
Bijapur, la antigua capital provincial, conservó su condición durante la existencia del Sultanato. Tras unas modestas actuaciones iniciales Ibrahim Adil Shah I (1534–1558) y Ali Adil Shah I (1558–1580) remodelaron Bijapur, construyendo la ciudadela y las murallas, la mezquita de los viernes, palacio real e infraestructuras para el suministro de agua. Sus sucesores Ibrahim Adil Shah II (1580–1627), Mohammed Adil Shah (1627–1657) y Ali Adil Shah II (1657–1672) edificaron nuevos palacios, mezquitas, mausoleos y otras estructuras, considerados unos de los más delicados ejemplos de arquitectura Indo-Islámica y de los sultanatos del Decán.
Bijapur sufrió la inestabilidad y los conflictos originados por el colapso del Imperio bahmaní. Guerras constantes, tanto con el Imperio Vijayanagara como con el resto de sultanatos del Decán limitaron el desarrollo del estado hasta que todos los sultanatos se aliaron para derrotar a Vijayanagara en la batalla de Talikota en 1565. Bijapur se anexionó el vecino sultanato de Bidar en 1619. El Imperio portugués presionaba sobre Goa, el mayor puerto del territorio hasta conquistarlo finalmente durante el reinado de Ibrahim II. El Sultanato disfrutó desde entonces de una relativa estabilidad, aunque resultó afectado por la revuelta de `Shivaji, cuyo padre estaba al servicio de Mohammed Adil Shah. Shivaji fundó un estado independiente que acabaría convirtiéndose en el Imperio Maratha, uno de los mayores imperios de la India justo antes de la conquista británica. La mayor amenaza para la seguridad de Bijapur a partir de finales del siglo XVI fue la expancion mogola en Deccan. Aunque fueron los mogoles los que finalmente destruyeron el Adilshahi, fue la revuelta de Shivaji la que había debilitado sus estructuras. Varios pactos y tratados impusieron la suzeranía mogola en Bijapur, hasta el reconocimiento formal del dominio mogol en 1636. Las exigencias de los señores mogoles acabaron provocando la anexión definitiva de Bijapur en 1686.

## Perspectiva histórica

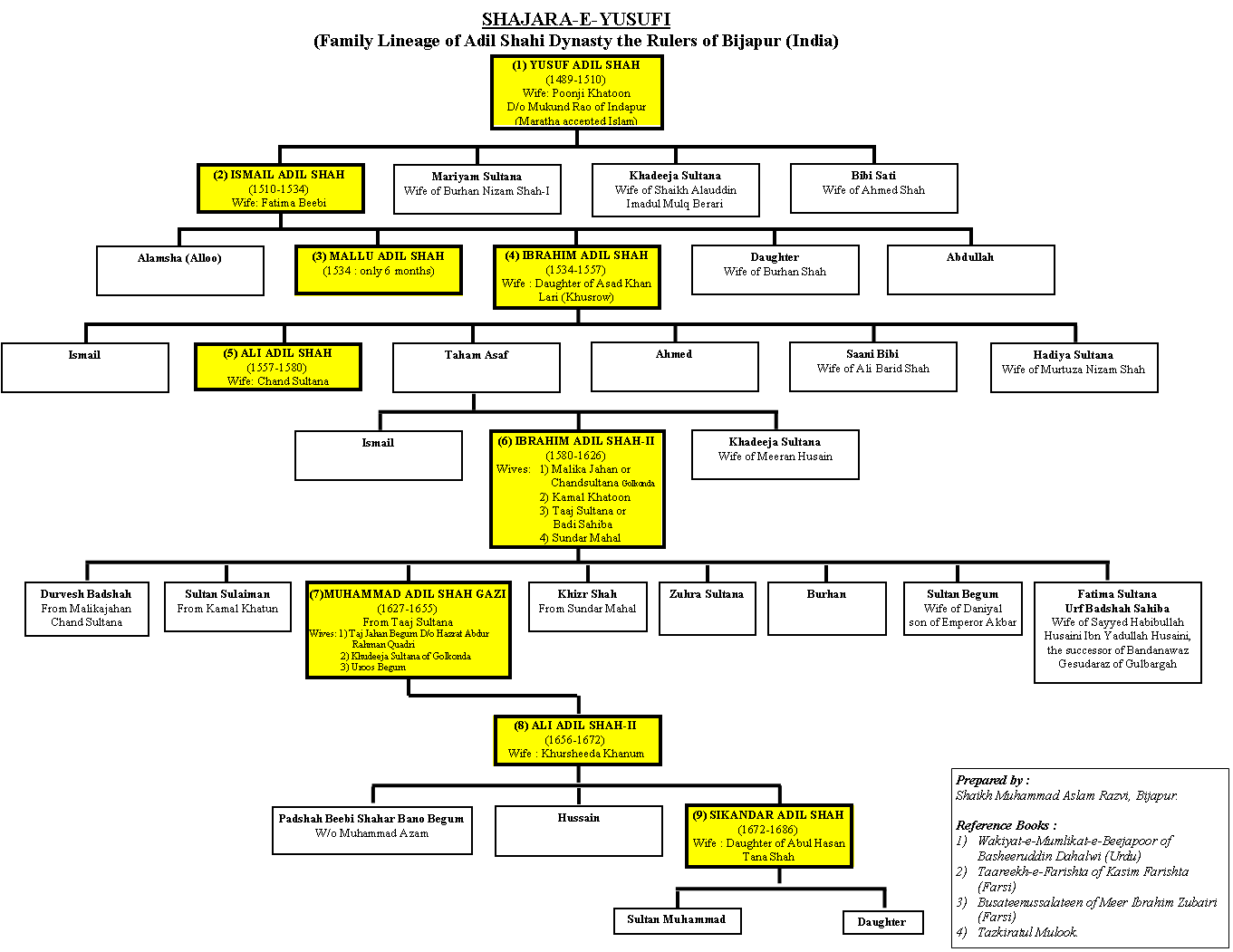
Genealogía de Yusuf Adil Shah

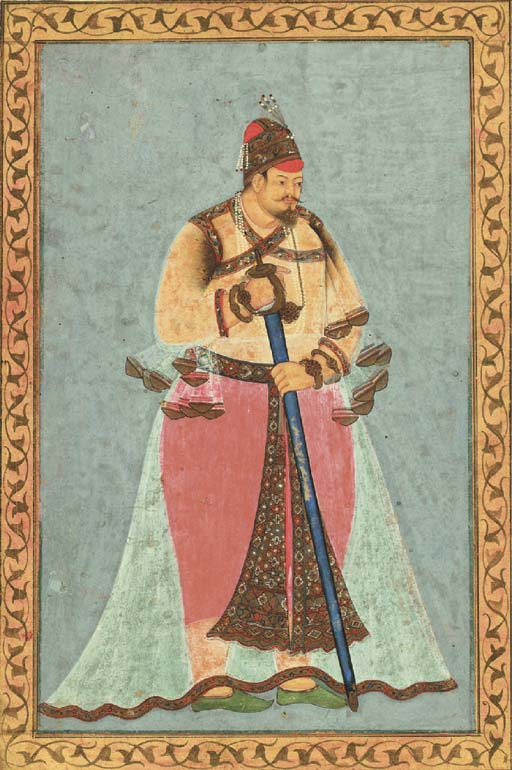
Ibrahim Adil Shah II

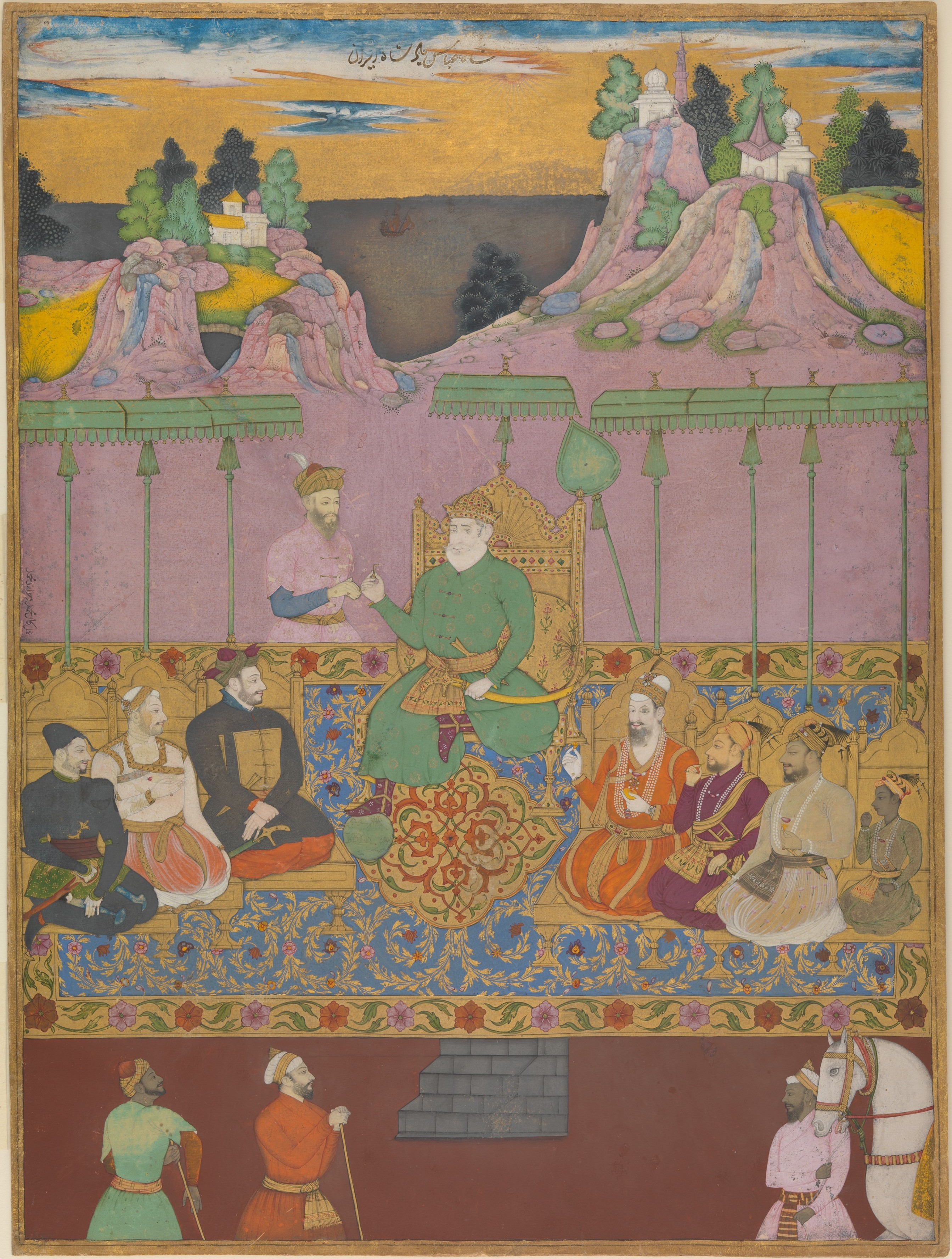
En 1680 se pintó "La Casa de Bijapur", durante el reinado de Sikandar Adil Shah último gobernante de la dinastía Adil Shahi.

El fundador de la dinastía, Yusuf Adil Shah, era posiblemente un noble Bahmaní con ascendencia túrquica procedente de Badakhshan. Según el historiador Mir Rafi-uddin Ibrahim-i Shirazi, o Rafi', el nombre completo de Yusuf era Yusuf 'Adil Shah Sawa or Sawa-i, hijo de Mahmud Beg de Sawa en Irán (Rafi' 36–38, vide Devare 67, fn 2). Rafi escribió su historia de la dinastía de Adil Shahi a petición de Ibrahim Adil Shah II, y fue completada y presentada a su mecenas en el Año de la Hégira 1017 (1639). El estudioso indio T.N. Devare menciona que, mientras que el relato de Rafi sobre la dinastía bahmaní está repleto de anacronismos, su historia de los Adilshahi es "precisa, exhaustiva y posee rica y valiosa información acerca de Ali I e Ibrahim II" (312). Rafi-uddin se convertiría posteriormente en gobernador de Bijapur durante 15 años (Devare 316).
El relato de Rafi es menos conocido que el del popular Firishta, autor de Tarikh-i Firishta, obra también conocida como Gulshan-i Ibrahim. Los escritos de Rafi acerca de la vida de Yusuf contradice directamente un popular mito nacido de Firishta. Según Firishta, Yusuf era hijo del Emperador Otomano Murad II. Tras su muerte y la proclamación de su sucesor, todos los otros hijos del emperador fueron ejecutados. Firishta fabricó una historia en la que su madre sustituyó a Yusuf por un esclavo y le envió a Persia. Tras numerosas aventura, Yusuf entró en la corte del Sultanato de Bidar. T. N. Devare descubrió que otros historiadores de la época, Mir Ibrahim Lari-e Asadkhani, e Ibrahim Zubayri, autor de Basatin as-Salatin, apoyaban el relato de Rafi y rechazaban la historia de Firishta (Devare 67, fn 2).
Pese a la obvia invención del origen otomano de Yusuf, el relato de Firishta continúa siendo muy populr en Bijapur. Devare ovserva que el trabajo es "una historia general de la India desde el periodo más antiguo hasta la época en que Firishta escribía al servicio de Ibrahim Adil Shah II y se la presentó en el año de la hégira 1015 (1606). Esta es la historia más ampliamente citada de los Adil Shahi, y la fuente de la historia de que Yusuf era un príncipe Otomano" (Devare 272).
La valentía y personalidad de Yusuf le hicieron ganarse rápidamente el favor del Sultán, lo que concluyó en su nombramiento como Gobernador de Bijapur. Construyó la Ciudadela o Arkilla y el Faroukh Mahal. Yusuf era un hombre cultivado. Invitó a poetas y artesanos de Persia, Turquía y Roma a su corte. Aprovechó la decadencia del poder bahmaní para establecer un sultanato independiente en 1498, con el apoyo militar del general Bijapuri Kalidas Madhu Sadhwani, brillante comandante y hábil diplomático, que ascendió rápidamente gracias a Yusuf y después a su hijo Ismail. A la muerte de Yusuf en 1510, su hijo Ismail era aún un niño.

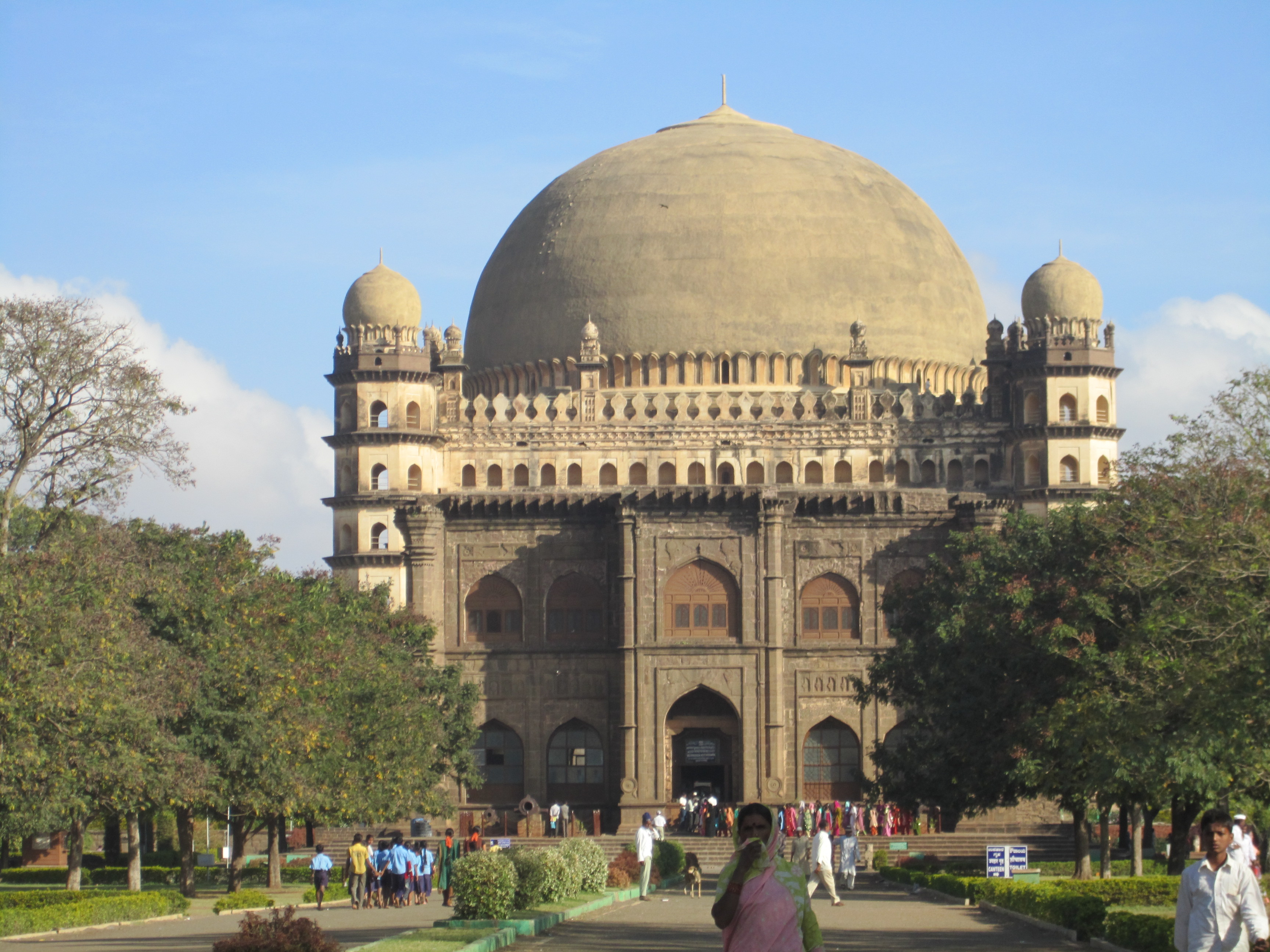
El mausoleo Gol Gumbaz.

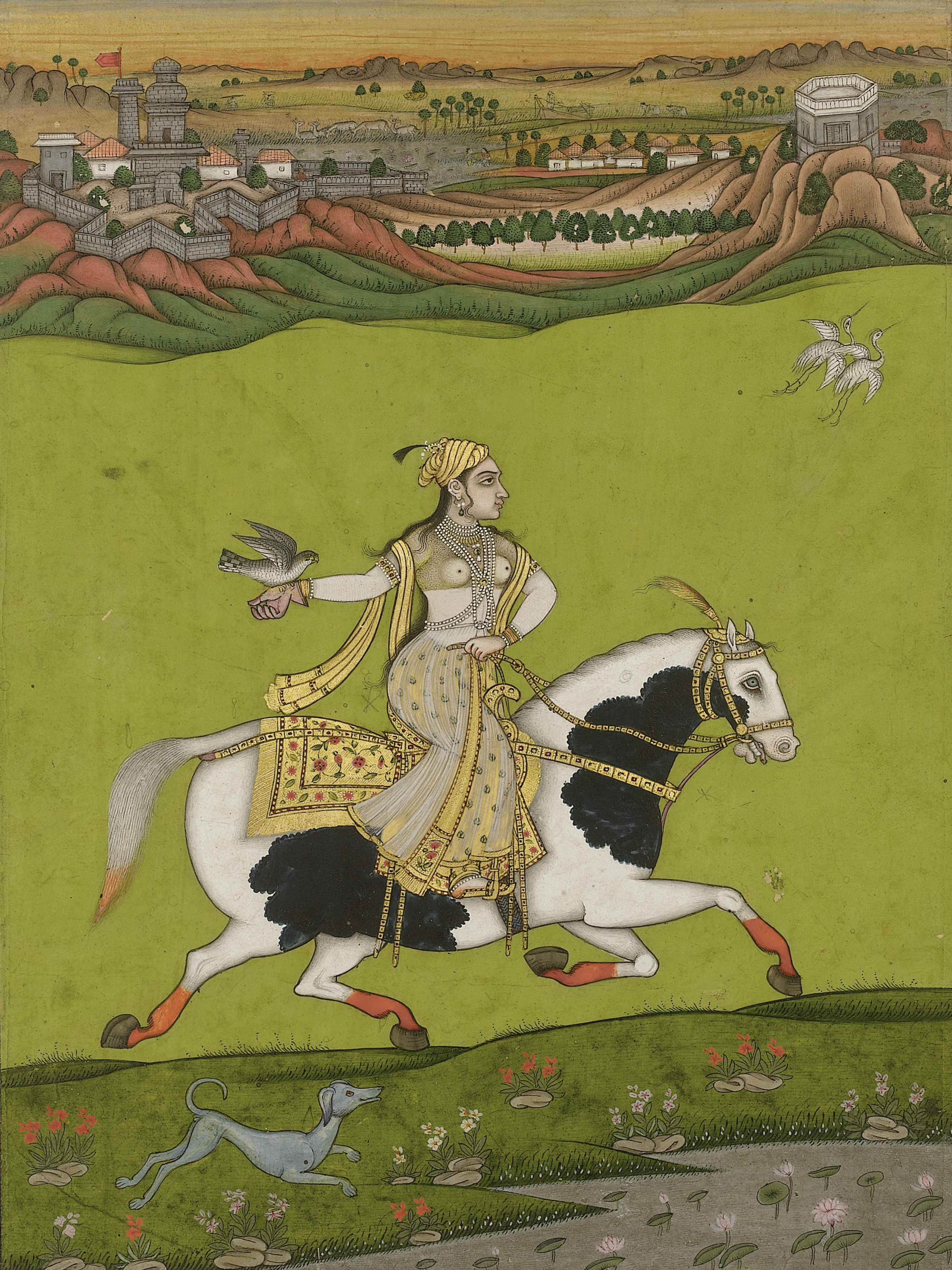
Chand Bibi, regente de Bijapur (1580–90).

Ibrahim Adil Shah I, que sucedió a su padre Ismail, fortificó la ciudad y construyó la mezquita antigua de Jamia Masjid. El siguiente sultán en ocupar el trono, Ali Adil Shah I, se alió con los reyes musulmanes de Golconda, Ahmednagar y Bidar para derrocar al Imperio Vijayanagar. Con el botín obtenido, Ali se lanzó a ambiciosos proyectos. Construyó el Gagan Mahal, el Ibrahim Rauza, Chand Bawdi (un enorme pozo) y la moderna Jami Masjid. Fallecido sin descendencia, fue sucedido por su sobrino Ibrahim II. La esposa de Ali I, Chand Bibi se ocupó del gobierno hasta que Ibrahim alcanzó edad suficiente para reinar. Ibrahim fue notorio por su valor, inteligencia y conocimientos de música y filosofía. Bajo su mecenazgo, la escuela de pintura de Bijapur alcanzó sus cotas más altas. A Ibrahim II le sucedió su hijo Muhammad Adil Shah, que ordenó la edificación del Gol Gumbaz.
Ali Adil Shah II heredó un reino en apuros. Tuvo que afrontar la rebelión del líder maratha Shivaji por una parte, y la presión del Imperio mogol de Aurangzeb por otra. Su mausoleo de Bara Kaman, concebido para empequeñecer a los otros, quedó inacabado a su muerte. Sikandar Adil Shah, el último sultán, gobernó durante catorce tormentosos años. Finalmente, el 12 de septiembre de 1686, los ejércitos mogoles de Aurangzeb tomaron Bijapur.